# Modomahia
Der Modomahia (auch Modo Mahut) ist ein See in Osttimor mit einem umliegenden Feuchtgebiet von etwa 2 km² mit Mangroven- und sumpfigen Wäldern. Er liegt im Suco Clacuc (Verwaltungsamt Fatuberlio, Gemeinde Manufahi), nahe der Küste der Timorsee.

## Ökosystem
Der See ist Teil der Important Bird Area des Flusses Clerec. Das Ökosystem ist weitgehend intakt und gehört für Vögel zu den wichtigsten Feuchtgebieten des Landes. Zahlreich sind hier zum Beispiel der Gelbwangenkakadu (Cacatua sulphurea), der Austral-Schlangenhalsvogel (Anhinga novaehollandiae) und die Wanderpfeifgans (Dendrocygna arcuata). Auch die Smaragdzwergente (Nettapus pulchellus) fand man hier. Im See leben Leistenkrokodile.
Zusammen mit den benachbarten Seen Lagoa Wetanas und Welada bildet die Region ein Feuchtbiotop von insgesamt 200 km².

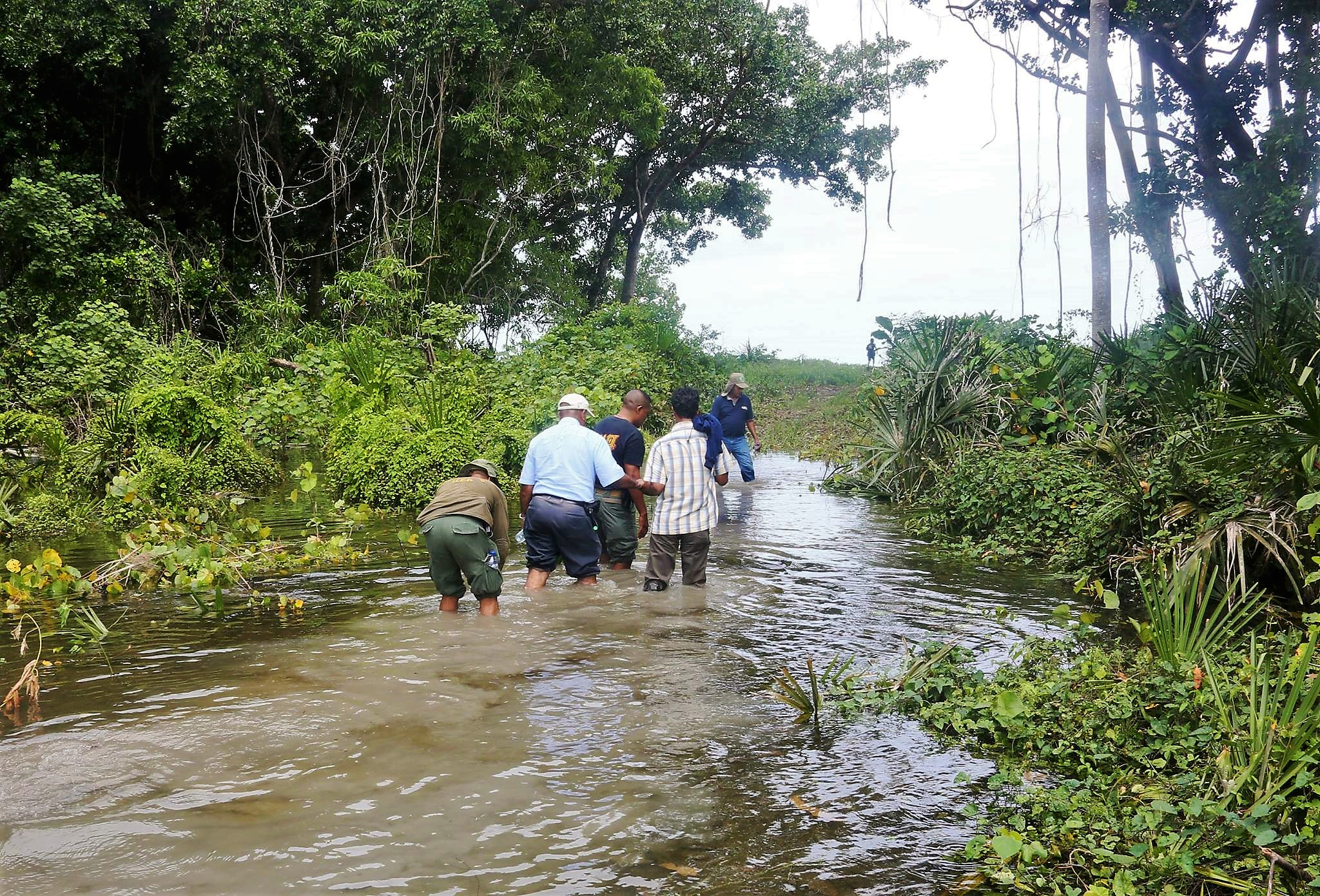
Ufervegetation
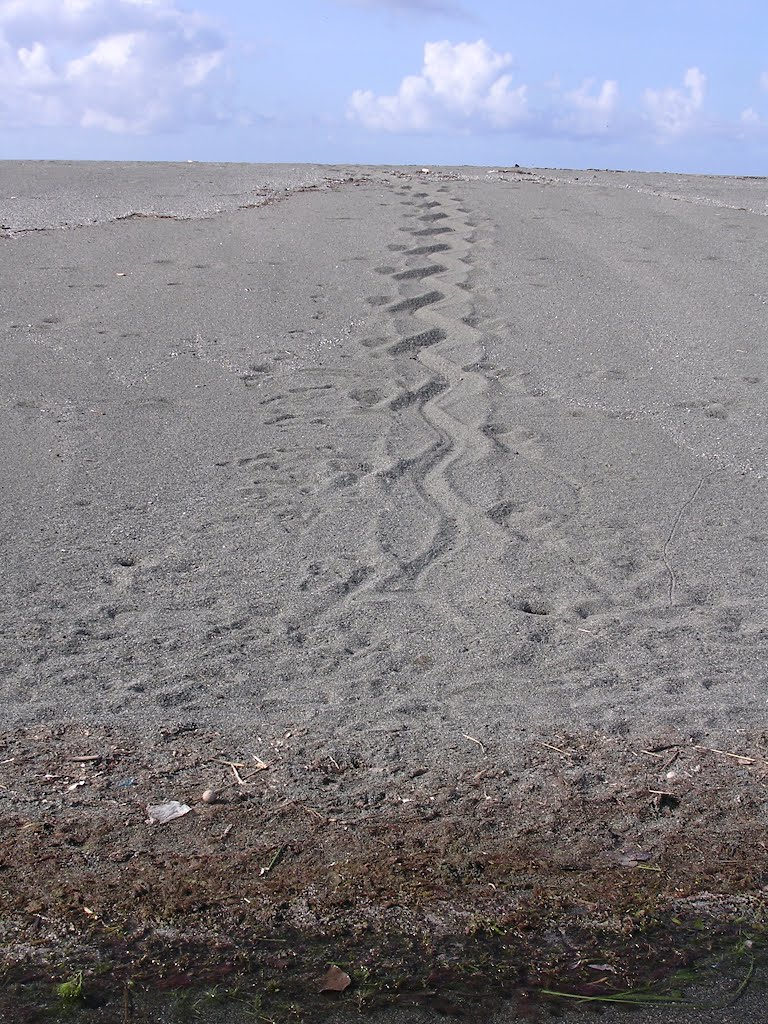
Spuren eines Leistenkrokodils am Modomahia